# Geotrygon saphirina
La paloma perdiz zafiro,paloma perdiz zafira  o paloma perdiz zafirina (Geotrygon saphirina) es una especie de ave columbiforme de la familia Columbidae propia de América del Sur.
Es nativa de Brasil, Colombia, Ecuador y Perú. Su hábitat natural son los bosques húmedos tropicales.

## Subespecies
Tiene dos subespecies reconocidas:
- Geotrygon saphirina rothschildi
- Geotrygon saphirina saphirina